# Edificio Telefónica
L'Edificio Telefónica è uno storico palazzo situato lungo la Gran Via di Madrid in Spagna. Costruito come sede della Compagnia telefonica nazionale di Spagna, operativa dall'inizio del XX secolo, il palazzo venne progettato e fatto costruire dall'architetto spagnolo Ignacio de Cárdenas Pastor tra il 1926 e il 1929.

## Storia
L'edificio Telefónica fu progettato da Ignacio de Cárdenas, che trasse ispirazione da un precedente studio su Lewis S. Weeks a Manhattan. Sebbene l'edificio sia d'ispirazione americana il tocco di Cárdenas è ben visibile negli ornamenti cherrigueresque, chiaro omaggio all'architettura barocca di Madrid.
I lavori di costruzione iniziarono nel 1926 e terminarono nel marzo 1929, sebbene l'inaugurazione avvenne solamente il 1 gennaio 1930. All'epoca era l'edificio più alto della città e uno dei primi grattacieli d'Europa.
Durante la guerra civile spagnola il palazzo venne utilizzato dalle forze repubblicane per osservare i movimenti delle truppe franchiste. Per questa ragione, nonché per il fatto di essere l'ufficio per la stampa straniera, l'edificio fu bersaglio di bombardamenti durante i combattimenti.